# Northumberland
Northumberland /nɔːˈθʌmbələndʲ/ es uno de los cuarenta y siete condados de Inglaterra, Reino Unido, con capital en Morpeth. Ubicado en la región Nordeste limita al norte con Escocia, al este con el mar del Norte, al sur con Tyne y Wear y Durham y al oeste con Cumbria. Según el censo de 2015, tenía 315 300 habitantes.
El límite más extenso del condado se extiende a lo largo del río Humber al norte, al igual que el antiguo reino de Northumbria del rey Edwin. En la actualidad, sin embargo, el condado cubre una zona más pequeña. Hasta 1974 incluía la ciudad de Newcastle, la capital tradicional del condado, que ahora pertenece a Tyne y Wear. La capital actual de Northumberland es Morpeth.
Para algunas cuestiones, sobre todo las relacionadas con la fauna y algunas organizaciones deportivas, no se tienen en cuenta los límites establecidos en 1974. El condado oficial limita con Tyne y Wear, Durham, Cumbria y las zonas de Roxburgh, Ettrick y Lauderdale en Escocia.
Northumberland es conocida por su música tradicional, sobre todo la gaita. 

## Historia
Perteneciente al Imperio romano y escenario de diversas batallas entre Escocia e Inglaterra, Northumberland tiene una larga y complicada historia. Esto explica la gran cantidad de castillos que se encuentran en este condado, incluyendo los de Bamburgh, Dunstanburgh, Warkworth y Alnwick.
A Northumberland se le conoce como "la cuna de la cristiandad" en Inglaterra ya que fue en Lindisfarne, una isla al norte de la ciudad de Bamburgo, donde la cristiandad floreció cuando los monjes de Iona llegaron para convertir a los ingleses, estableciéndose en la isla. Lindisfarne es también el hogar de los "Evangelios de Lindisfarne" (en la actualidad en la Biblioteca británica, en Londres) y de San Cuthbert, que está enterrado en la catedral de Durham.
El Castillo de Bamburgh es la capital histórica de Northumberland, castillo "real" hasta la unificación de Inglaterra bajo un único monarca. La capital hoy en día correspondería más a la ciudad de Alnwick ya que el duque de Northumberland reside ahí; o a la de Morpeth, ya que el consejo del condado está en esta ciudad.
Northumberland tiene una larga historia de revueltas y rebeliones contra el gobierno, como las que se desarrollaron en tiempos de la dinastía Tudor. Estas revueltas estaban encabezadas por el duque de Northumberland, perteneciente a la familia Percy. Muchos de estos duques traicionaron a sus compañeros en las rebeliones que lideraban, dando información al gobierno y huyendo. William Shakespeare menciona a uno de estos duques, Henry Hotspur, en algunas de sus obras. 
El condado fue también el centro del catolicismo en Inglaterra, así como de un cierto sentimiento jacobismo tras la restauración. Northumberland se convirtió en una especie de condado salvaje, donde los bandidos se refugiaban de la justicia, ya que era un condado muy poco poblado. Sin embargo, después de la unificación de las coronas de Inglaterra y Escocia bajo el reinado de Jacobo I, el condado se transformó y se volvió más tranquilo, tal y como es en la actualidad. Hoy en día, el condado sigue siendo mayoritariamente rural y es el menos poblado.

## Ciudades destacadas
- Alnwick
- Berwick
- Hexham
- Corbridge
- Morpeth
- Warkworth
- Blyth
- Embleton

## Monumentos y lugares de interés
- El Castillo de Lindisfarne
- Sycamore Gap Tree
- El Castillo de Dunstanburgh
- La abadía de Hexham
- El Castillo de Bamburgh
- El Castillo de Alnwick
- El Castillo de Warkworth
- Humbshaugh (Lugar del segundo campamento scout de Baden-Powell)